# Sommet des Salles
Le sommet des Salles est une montagne de France située en Haute-Savoie, dans la chaîne des Aravis.

## Géographie
Culminant à 1 757 mètres d'altitude, elle se présente sous la forme d'une montagne en étoile, envoyant plusieurs crêtes qui forme des antécimes : une au sud-est en direction du village de Megève, deux au nord-est en direction du village de Combloux et une à l'ouest qui se prolonge pour arriver au Christomet au sud-ouest et au Croisse Baulet au nord-ouest via le Petit Croisse Baulet. La montagne domine le col de Megève et le début du val d'Arly au sud-est et la vallée de l'Arve au nord-est. Le sommet constitue le point culminant du domaine skiable de Combloux, relié à celui de Megève au sud. Ainsi, trois télésièges mènent au point culminant de la montagne tandis que des téléskis, télésièges et une télécabine couvrent ses pentes.

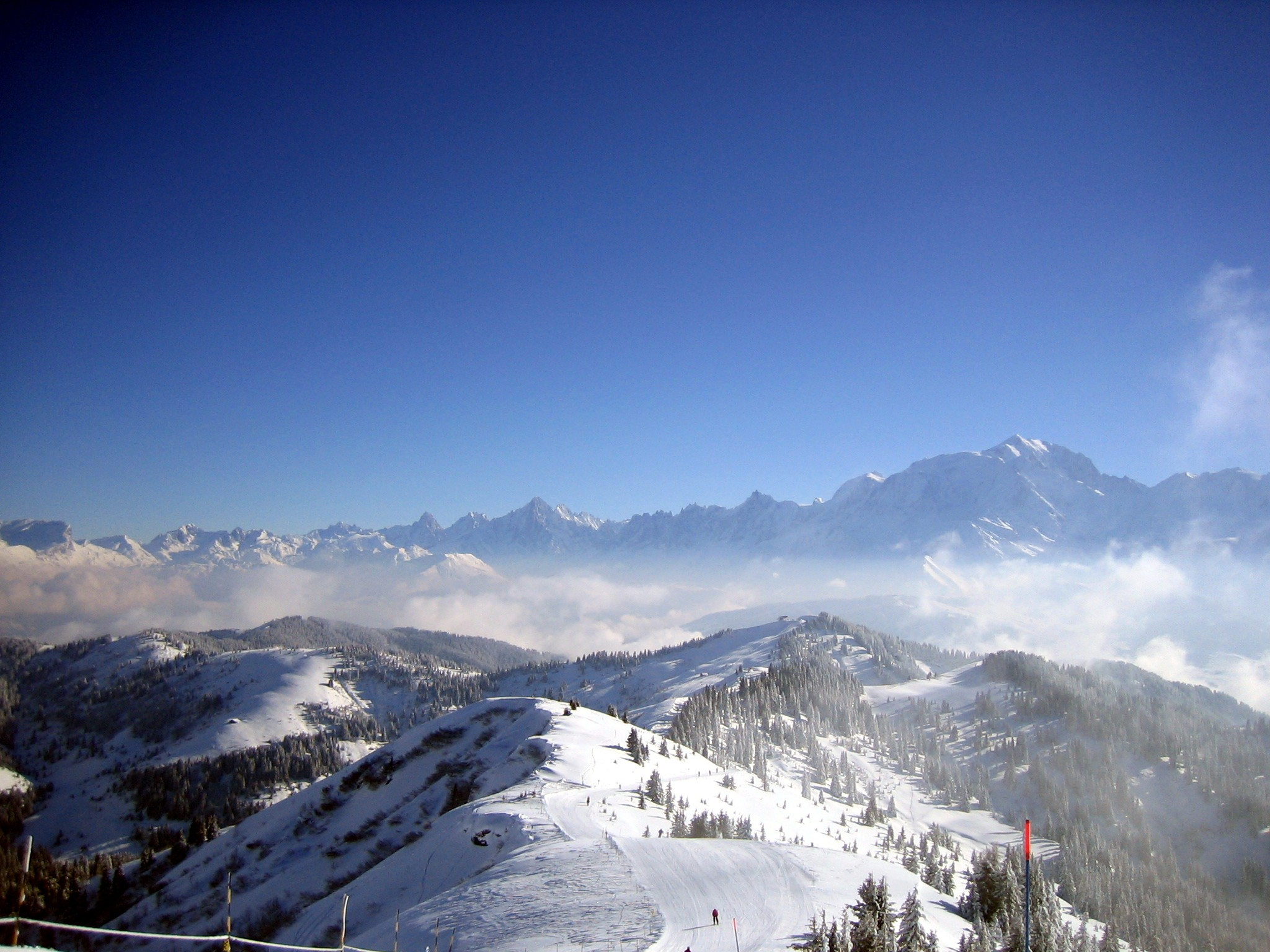
Le sommet des Salles (au second plan sur la gauche) vu depuis la tête du Torraz au sud-ouest ; en arrière plan le massif du Mont-Blanc (à droite) et des aiguilles Rouges (à gauche).

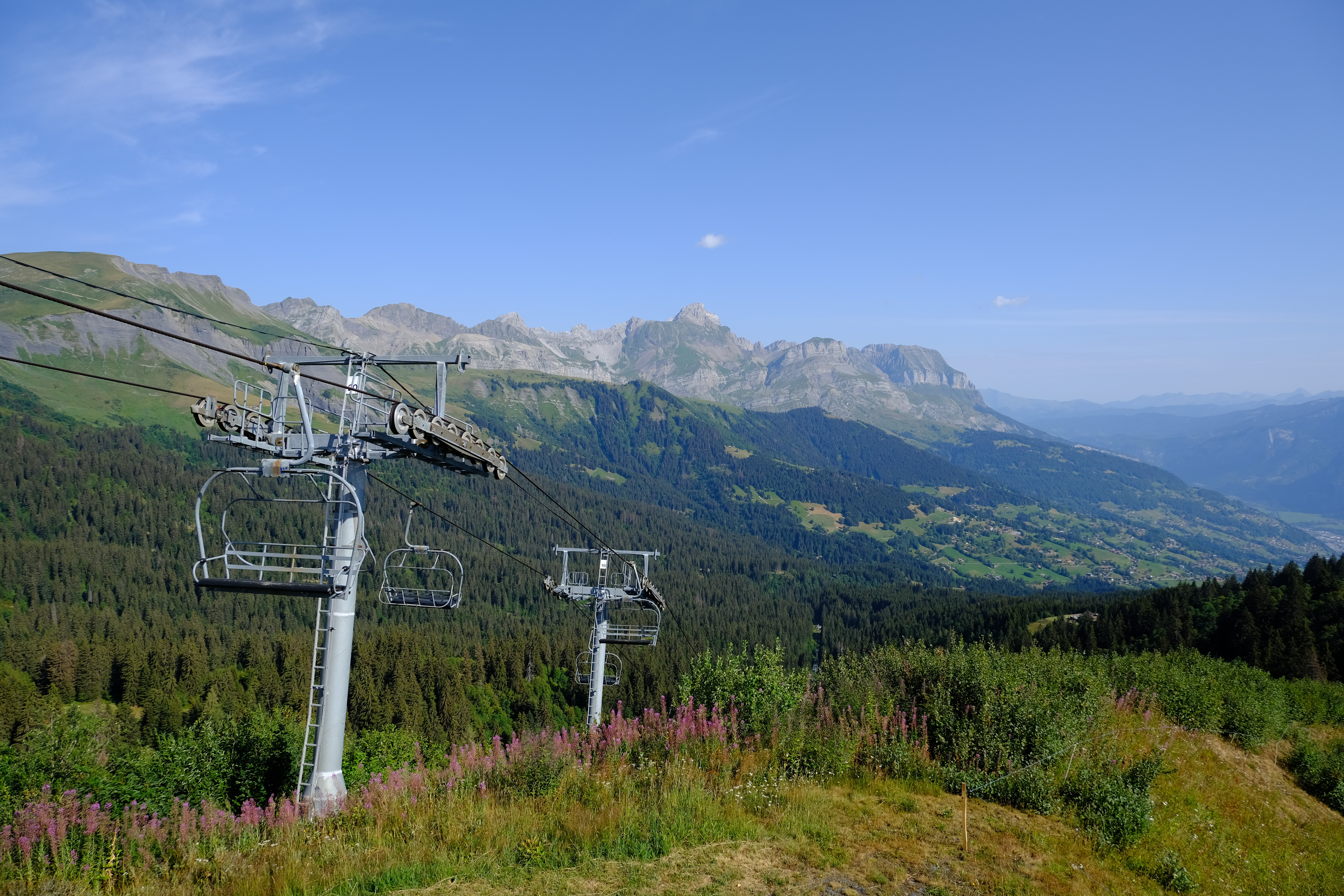
Vue vers le nord depuis le sommet des Salles avec l'extrémité septentrionale de la chaîne des Aravis à gauche et la vallée de l'Arve à droite.